# Форсайт, Уэсли Октавиус
Уэсли Октавиус Форсайт (англ. Wesley Octavius Forsyth; 26 января 1859 — 7 мая 1937, Торонто) — канадский пианист, композитор и музыкальный педагог.
Учился музыке в Торонто у Эдварда Фишера, затем в 1886—1889 гг. в Лейпцигской консерватории у Бруно Цвинчера, Мартина Краузе и Адольфа Рутхардта (фортепиано), а также Рихарда Хофмана (оркестровка), Роберта Папперица (орган) и Саломона Ядассона (композиция, гармония, контрапункт). В дальнейшем в 1892 г. вновь ездил в Европу, чтобы совершенствоваться как пианист и педагог у Юлиуса Эпштейна. По возвращении в Канаду преподавал в Торонто, затем в 1891—1893 гг. в Гамильтоне, после чего вернулся в Торонто. В 1893—1894 гг. и с 1924 г. до конца жизни он преподавал в Торонтской консерватории, в остальное время в других учебных заведениях, в том числе в 1895—1912 гг. возглавлял музыкальную школу «Метрополитан».
В студенческие годы начал сочинять, Романс для оркестра (1888), относящийся к Сюите ми минор, которая, по-видимому, так и не была закончена, неоднократно исполнялся, однако позднейшие произведения Форсайта преимущественно написаны для фортепиано соло. Концертировал он нечасто и, главным образом, с собственными сочинениями. Наибольший вклад внёс в обучение нескольких поколений канадских пианистов.
С 1968 г. в Торонтском университете присуждаются мемориальные стипендии У. О. Форсайта.